# Studio Ursynat
Studio Ursynat, także Ursynat – pierwsza polska prywatna stacja telewizyjna i pierwsza sieć telewizji kablowej powstałe w 1988 roku na warszawskim Ursynowie.

## Historia
Telewizja lokalna Studio Ursynat powstała z inicjatywy Ursynowsko-Natolińskiego Towarzystwa Społeczno-Kulturalnego na przełomie 1987 i 1988 roku. W jej tworzenie zaangażowani byli dziennikarze Andrzej „Ibis” Wróblewski z „Życia Warszawy” oraz Jerzy Machaj i Marek Przybylik, związani z lokalnym czasopismem „Pasmo”. Nazwa studia wzięła się od nazwy podmiotu organizującego stację.
Pierwsza emisja programu miała miejsce 5 marca 1988 roku i odbyła się za pomocą sieci kablowej łączącej siedzibę stacji, mieszczącą się w bloku na osiedlu Imielin przy ul. Marco Polo 1, i trzy sąsiednie budynki. Pierwszym prowadzącym była Edyta Wojtczak. W programie znajdowały się codzienne programy informacyjne nadawane o godzinie 17:00, a także reportaże lokalne, kulturalne, kinematograficzne oraz audycje dla dzieci. Większość treści emitowano w godzinach popołudniowych. Pierwszym emisjom towarzyszyły częste usterki i problemy techniczne. Grafika była realizowana przy pomocy komputerów Amiga. Urządzenia niezbędne do transmisji, takie jak modulatory i wzmacniacze, wypożyczono od szwedzko-amerykańskiej firmy Porion AB.
Sieć kablowa na Ursynowie szybko się rozrosła, powstawały małe sieci, z których każda dysponowała własną anteną satelitarną oraz urządzeniami do przetwarzania sygnału. Z satelity Eutelsat 1F1 rozprowadzano sygnał stacji Sat1, Super Channel, Teleclub i RTL-Plus.
Telewizja Ursynat przeniosła się do lokalu przy ul. Meander 15, programy tworzono także w studiu przy ul. Wałbrzyskiej, a sama telewizja stała się programem lokalnym w ramach Warszawskiej Telewizji Kablowej „Porion”, który przejął Studio Ursynat. „Porion” zakończył działalność w 1997.

## Znaczenie
Studio Ursynat było pierwszą prywatną telewizją w Polsce i pierwszą lokalną. Powstała w okresie monopolu państwowego w końcowym okresie PRL-u. Ówczesne władze nie były nieprzychylne inicjatywie, o czym świadczy wsparcie znaczących dziennikarzy Telewizji Polskiej. Według relacji, Jan Główczyk, sekretarz propagandy Komitetu Centralnego PZPR, wypowiedział się o telewizji: „a niech sobie nadają, to w końcu drobna sprawa”.
Sieć kablowa utworzona na potrzeby programu była też pierwszą taką siecią w Polsce. Sukces pierwszej telewizji kablowej na Ursynowie sprawił, iż zaczęły powstawać kolejne tego typu inicjatywy w całej Polsce.

## Dziennikarze
W Studiu Ursynat swoją karierę zaczynała prezenterka telewizyjna Jolanta Pieńkowska. Z telewizją związani byli także m.in. dziennikarze Jan Suzin, Elżbieta Sommer, Andrzej Jefremienko, Barbara Mąkosa-Stępkowska (redaktor naczelna), Bartłomiej Bilewicz, Bartosz Kubera, Katarzyna Wełpa, Barbara Olszewska, Monika Krawczyk, Andrzej Rogiński oraz krytyk filmowy Andrzej Bukowiecki.